# Tecnologia inspirada en pel·lícules
La influència del cinema dins de la realitat ha estat tan gran que, de fet, la realitat com la coneixem actualment molt probablement no hagués sigut la mateixa sense la creació del cinema.
Al llarg de la història del cinema s'han creat un gran nombre de pel·lícules futuristes en les quals apareixia una tecnologia que únicament podia imaginar-se en la ficció, una tecnologia creada intentant imaginar un futur que encara quedava molt lluny. En conseqüència, apareix un dilema i aquest és el fet de preguntar-se com és possible que la tecnologia existent a la realitat actual tingui molts punts de contacte amb la tecnologia que en el seu moment es va imaginar i representar a la pantalla gran. Els guionistes, a través de les necessitats i la tecnologia existents ja en el moment, van poder imaginar quins serien els invents tecnològics que existirien en el futur, el fet que realment s'hagin creat representa, un cop més, la gran influència del cinema dins de la realitat.

## Refèrencia 1: Blade Runner

Pòster de la pel·lícula Blade Runner estrenada l'any 1982.

La primera versió de la pel·lícula Blade Runner va aparèixer l'any 1982 i presentava una visió futurista de la ciutat de Los Angeles, situada concretament a l'any 2019. La pel·lícula Blade Runner, tot i que en un primer moment no va tenir èxit, va sorprendre per la peculiar visió del futur que oferia, una realitat on la tecnologia es trobava molt present i on apareixen una sèrie d'invents tecnològics que en el moment quedaven lluny de fer-se realitat. Aquesta pel·lícula va marcar un abans i un després dins del cinema de ficció i la seva rellèvancia ha quedat també reflectida en la gran influència que ha tingut dins de la realitat.

### Videotrucades
A la pel·lícula Blade Runner apareix una escena on es realitza una videotrucada entre els protagonistes: Rick Deckard (personatge interpretat per Harrison Ford) i Rachel (personatge interpretat per Sean Young) dins d'un local. El sistema de videotrucada era diferent al que es coneix en l'actualitat i es realitzava a través d'una cabina telefònica que presentava una pantalla on es podia veure a la persona amb la qual s'estava parlant (en aquest cas a Rachel). Tot i així, la idea presentada a la pel·lícula manté una gran relació de semblança amb Skype, la posteriorment creada xarxa de telefonia via Internet. L'aplicació Skype va ser creada l'any 2003 i, tot i que el seu funcionament va més enllà de la idea que es proposa a la pel·lícula Blade Runner, ja que es permet dur a terme videotrucades a qualsevol lloc sempre que es disposi d'un dispositiu electrònic i Internet, Skype esdevé una versió millorada de la idea proposada a la pel·lícula.
A través d'aquest cas d'idea tecnològica proposada pel cinema i, posteriorment, adaptada a la realitat es pot veure com els guionistes creen la tecnologia fictícia basant-se en la tecnologia existent en el moment, de manera que una mateixa idea proposada en el cinema pot ser molt diferent adaptada a la realitat. En el cas de les videotrucades, durant l'any 1982 encara no existien els telèfons mòbils (que es van inventar l'any 1927) i per aquest motiu s'ha d'entendre que s'ubiquessin aquestes videotrucades dins de cabines telefòniques.

### Publicitat a través de pantalles gegants

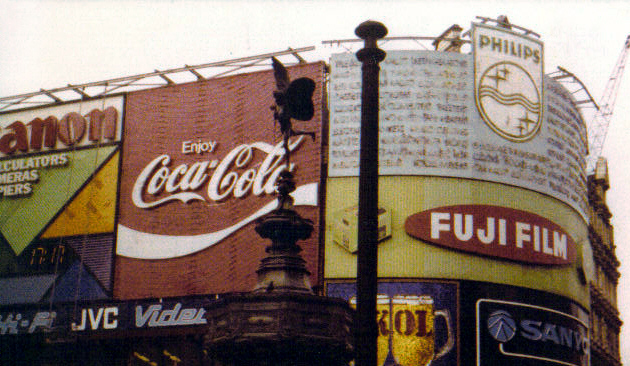
Imatge de Piccadilly Circus (Londres) l'any 1980

La pel·lícula de Blade Runner es caracteritza per presentar la ciutat de Los Angeles d'una forma totalment futurista pel moment que queda especialment reflectida a través de les grans pantalles que omplien la ciutat de publicitat i que, a nivell visual, generaven la sensació de total futurisme per l'espectador, tenint en compte que en aquest moment no hi havia pantalles gegants a les ciutats que mostraven imatges que pretenien ser publicitat. Sempre ha existit la voluntat de mostrar la publicitat però mentre abans es feia mitjançant el format de cartells publicitaris en l'actualitat ja es fa a través de pantalles. L'existència d'aquestes pantalles a la realista com un fet comú i que no s'interpreti com una senyal de futurisme és el que mostra com aquesta ciutat fictícia presentada per Blade Runner s'ha convertit en una realitat.
Tenint en compte que durant l'any 1982 aquest disseny de les ciutats plenes de pantalles no existia, Ridley Scott (director del film) per poder incorporar-les a la pel·lícula va haver de portar a terme una sèrie de procediments especials. Quan la pel·lícula va ser filmada, els models grans de pantalles eren de molt baixa resolució, de manera que van anar posant pantalles de tub de raigs catòdics (les mateixes pantalles dels televisors del segle XX) a escala i així van crear la ciutat futurista dels Àngels.
Zones com Times Square (Nova York) o Piccadilly Circus (Londres) l'any 1982 (quan es va estrenar la pel·lícula) no presentaven el mateix aspecte que en l'actualitat.

### La màquina ESPER
A la pel·lícula Blade Runner apareix una màquina que tècnicament se situa dins de l'any 2019 (tot i que la pel·lícula realment va ser estrenada l'any 1982) i que permet ampliar una fotografia mitjançant un comandament de veu sense rebaixar la qualitat, de manera que es poden arribar a veure els detalls més ocults amb total claredat.
Tot i que en l'actualitat encara no existeix cap màquina que permeti dur a terme aquesta funció amb tanta perfecció, Google s'apropa amb la creació de "Pixel Recursive Super Resolution". Aquesta opció permet la visualització nítida d'imatges de 64 píxels, 8 d'alt per 8 d'ample gràcies a la utilització d'intel·ligència artificial.

## Referència 2: Back to the Future II

Poster de Back to the Future I, pel·lícula estrenada l'any 1985

La pel·lícula "Back to the Future" va generar un gran èxit, de manera que va acabar convertint-se en una trilogia constituïda per tres pel·lícules estrenades els anys 1985, 1989 i 1990.
Tot i que les tres pel·lícules van tenir una importància fonamental dins de la història del cinema adquirint un gran èxit i una gran influència, Back to the Future II és l'única que tracta la temàtica futurista i, en conseqüència, la que ha tingut una gran influència a nivell tecnològic dins de la societat actual.

### Publicitat 3D
A la pel·lícula Back to the future II es planteja la idea de l'existència de publicitat en 3D. La pel·lícula, estrenada l'any 1989, presenta com un fet de ciència-ficció, una escena en la qual es reprodueix publicitat 3D sobre un tauró que Marty McFly veu com està a punt de mossegar-li fins que s'adona que no és real.
Actualment, tot i que la publicitat 3D al nivell que apareix a la pel·lícula no existeixi, una empresa anomenada TriLite Technologies està treballant en un projecte que compleix amb l'objectiu de fer possible la visualització de publicitat i pel·lícules en tres dimensions sense necessitat d'utilitzar ulleres.

#### Funcionament del projecte impulsat per TriLite Technologies
Per tal d'aconseguir fer possible la visualització en tres dimensions de publicitat i pel·lícules sense necessitat d'ulleres, TriLite Technologies ha impulsat la creació d'un sistema de lents i miralls amb projecció làser que envia imatges diferents a cada ull, però a la vegada aquestes imatges funcionen de tal manera que provoquen que el nostre cervell dissenyi una imatge en tres dimensions, és a dir, imatges diferents que a la vegada són complementàries i provoquen en el cervell una reacció que fa que siguin percebudes com a imatges en tres dimensions.

### Desbloqueig amb empremta digital
Un dels invents tecnològics que més impacte han tingut i que va aparèixer dins d'aquesta pel·lícula com una invenció totalment fictícia va ser el desbloqueig amb empremta digital.
El desbloqueig amb empremta digital es va començar a popularitzar amb la sortida del IPhone 5s l'any 2013, que presentava aquesta opció de mesura de seguretat. A partir d'aquest moment, diverses marques han incorporat el desbloqueig amb empremta digital. És un clar exemple de la incorporació a la realitat de tecnologia que el cinema va presentar en un primer moment com una idea fictícia per mostrar una idea d'hipotètica realitat futurista.

### Google Glass
A la pel·lícula Back to the future II, Marty McFly (el protagonista) porta unes ulleres amb les quals pot parlar per telèfon. En aquest cas, l'adaptació d'aquestes ulleres fictícies a la realitat ha presentat no només les opcions que es veien a la pel·lícula sinó moltes més.
Les ulleres que apareixen a la pel·lícula Back to the future II van ser desenvolupades per Google i no només ofereixen l'opció d'agafar trucades sinó que funcionen com un ordinador portàtil i reben el nom de Google Glass.
Google Glass permet l'accés a Internet i ofereix l'opció de funcionar a través d'ordres de veu.

#### Funcionament de les ulleres Google Glass
Google Glass esdevenen unes ulleres de realitat augmentada que disposen d'una pantalla HMD posicionada justament davant dels ulls i permet veure-ho tot com si es tractés d'una pantalla d'ordinador.
El sistema operatiu és Android.
Les opcions que ofereix Google Glass són les següents: 
- Càmera: Ofereix la possibilitat de fer fotos amb una resolució de 5 Mpx i pot gravar vídeos a 720 p.
- Touchpad: Al costat dret disposa d'una part tàctil que fa possible que l'usuari pugui manipular l'aparell mitjançant les mans (tot i que també presenta l'opció de control mitjançant veu).
- Comandament de veu: A més de ser controlat mitjançant les mans, també ofereix l'opció de ser controlat mitjançant un comandament de veu que permet la selecció d'opcions de Google Glass a través de la veu.

## Referència 3: Minority Report
L'any 2002, es va estrenar la pel·lícula Minority Report del director Steven Spielberg que presentava una historia de ciència-ficció situada al Washington DC de l'any 2054. Dins d'aquesta pel·lícula apareixen un gran nombre d'invents tecnològics que es presenten com a propis de la ciència-ficció i que compleixen amb l'objectiu de proporcionar a aquesta pel·lícula un caràcter més futurista.
Tot i que Minority Report ja esdevé una pel·lícula força recent, molts dels invents que apareixien ja s'han incorporat a la nostra realitat. Aquesta pel·lícula és una mostra de la influència de la tecnologia que apareix al món cinematogràfic en la nostra realitat però a més, és una mostra de la velocitat amb la que s'està produint una constant evolució tecnològica.

### Ordinador interactiu: Kinect i Mezzanine
A la pel·lícula Minority Report, el protagonista John Anderton (interpretat per Tom Cruise) utilitza un gran ordinador interactiu, un ordinador que esdevé una habitació gairebé sencera i que li permet dur a terme un gran nombre de moviments visualitzant el que vol veure i movent-se per l'espai que apareix a la pantalla utilitzant únicament moviments de les seves mans.
L'any 2009 Microsoft va presentar "Kinect", que moltes persones ja van relacionar amb la tecnologia fictícia que apareixia a la pel·lícula Minority Report.Kinect esdevé un controlador de joc lliure i entreteniment que va ser creat per Alex Kipman i desenvolupat per Microsoft per a la videoconsola Xbox360. El controlador permet als usuaris l'opció d'interactuar i controlar la videoconsola a través d'una interfície natural d'usuari que fa possible el reconeixement de gestos i veu de l'usuari (com l'opció que té Tom Cruise de controlar i interactuar amb la pantalla a la pel·lícula). Això fa possible que l'usuari pugui jugar utilitzant el propi cos com a comandament, donar ordres mitjançant el comandament de veu i dur a terme trucades per Skype en HD.
John Underkoffer va esdevenir el creador de la tecnologia que apareix a la pel·lícula Minority Report i va acabar convertint-se en un dels homes més referents dins del món de la ciència-ficció de Hollywood. Després de la creació d'aquesta tecnologia fictícia va voler portar-la a terme a la realitat i va crear l'empresa Oblong amb l'objectiu d'aconseguir que l'ordinador de Minority Report aparegués instal·lat a totes les cases. Actualment ja ha aconseguit la creació d'aquest ordinador arquitectònic anomenat "Mezzanine". Mezzanine converteix una habitació en una interfície que a la vegada conté un sistema operatiu que fa possible que l'ordinador aconsegueixi interpretar l'espai tal com ho fem els ésser humans. Les aplicacions d'aquest ordinador permeten que la relació entre els éssers humans i els objectes digitals es produeixin de la mateixa manera que ho fan amb el món real.

### La publicitat personalitzada
A la pel·lícula Minority Report apareix una escena on el protagonista entra en una botiga, l'escàner d'ulls el reconeix i comença a oferir-li un gran nombre de productes d'acord amb els gustos del consumidor.
Tot i que actualment no existeix un sistema tan avançat, alguns recursos com l'AdSense de Google, se centren en inspeccionar el comportament dels usuaris a Internet de manera que, posteriorment, els ofereix productes relacionats amb les seves cerques anteriors.

### Paper electrònic
Apareix una escena a Minority Report on es mostren diaris de paper electrònic, és a dir, diaris on apareixen imatges en moviment.
Tot i que en l'actualitat no existeixen aquesta mena de diaris de paper electrònic, la tinta electrònica sí que s'ha convertit en una realitat. El màxim representant de llibres electrònics esdevé Kindle que va aparèixer l'any 2007 (cinc anys després de l'estrena de la pel·lícula).